# Бабурино (Даниловский район)
Бабурино — деревня в Даниловском районе Ярославской области. Входит в состав Середского сельского поселения, относится к Зименковскому сельскому округу.

## География
Расположена в 10 км на юг от центра поселения села Середа и в 39 км на юго-восток от райцентра города Данилова.

## История
Каменная церковь Усекновения Главы Иоанна Предтечи с престолами во имя Казанской Божьей Матери и Святителя Николая Чудотворца построена на средства прихожан в 1791 году вместо ветхой деревянной. 
В конце XIX — начале XX века село входило в состав Богородской волости Даниловского уезда Ярославской губернии.
С 1929 года село входило в состав Зименковского сельсовета Даниловского района, в 1944 — 1959 годах — в составе Середского района, с 2005 года — в составе Середского сельского поселения.

## Население
| 1859 | 1914 | 2002 | 2007 | 2010 |
| ---- | ---- | ---- | ---- | ---- |
| 88   | ↗123 | ↘22  | ↘21  | ↘14  |

## Достопримечательности
В деревне расположена действующая Церковь Усекновения главы Иоанна Предтечи (1791).